# جرج کدل پرایس
جورج کدل پرایس (انگلیسی: George Cadle Price؛ ۱۵ ژانویهٔ ۱۹۱۹ – ۱۹ سپتامبر ۲۰۱۱) یک سیاست‌مدار اهل بلیز بود. جورج کدل پرایس در ۱۹ سپتامبر ۲۰۱۱ در سن ۹۲ سالگی درگذشت.